# 莱芒
莱芒（法語：Leyment，法語發音：[lɛmɑ̃] ⓘ）是法国东部安省的一个市镇，属于贝莱区。

## 地理
莱芒（45°55'24"N, 5°17'42"E）面积14.18 平方千米，位于法国奥弗涅-罗讷-阿尔卑斯大区安省，该省份为法国东部省份，北起汝拉省，西北接索恩-卢瓦尔省，西接罗讷省和里昂大都会，南至伊泽尔省，东与萨瓦省、上萨瓦省和瑞士接壤。
与莱芒接壤的市镇（或旧市镇、城区）包括：昂比特里克斯、加亚尔堡、安河畔沙泽、拉尼约、比热地区圣但尼、圣莫里斯德雷芒、比热地区沃。

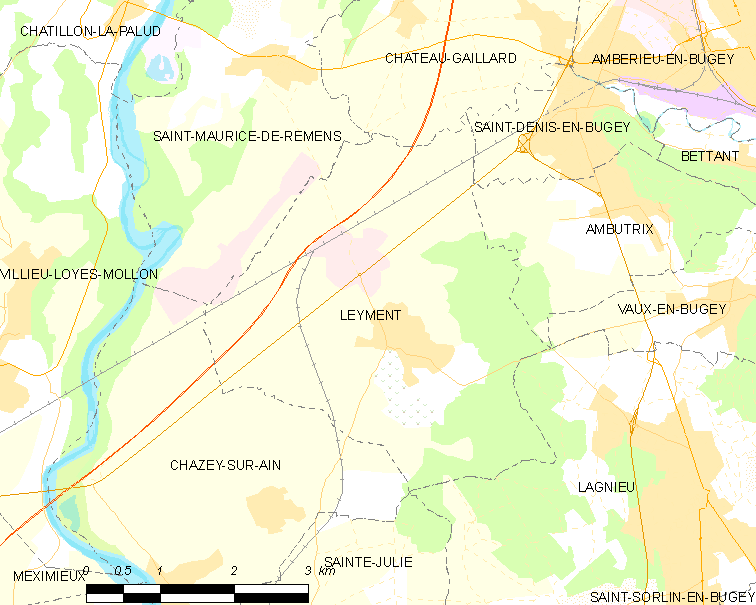
莱芒的OSM定位图

莱芒的时区为UTC+01:00、UTC+02:00（夏令时）。

## 行政
莱芒的邮政编码为01150，INSEE市镇编码为01213。

## 政治
莱芒所属的省级选区为拉尼约县。

## 人口

1962-2008年间莱芒人口变化图示

莱芒于2022年1月1日时的人口数量为1417人。